# Antonio da Pontedera
Antonio Gambacorta, noto come Antonio da Pontedera (Pontedera, ... – Priverno, maggio 1436), è stato un condottiero, capitano di ventura e conte palatino italiano, signore di Alatri, Anagni, Carpaneto Piacentino, Ferentino, Gropparello e Veroli.

## Biografia
Nei primi decenni del XV secolo si mise al servizio di Filippo Maria Visconti. Militò brevemente nel 1433 nelle file dell'esercito dello Stato Pontificio di papa Eugenio IV per poi combattere, l'anno successivo, sul fronte opposto, in difesa di una breve instaurazione della Repubblica da parte dei cittadini romani.
Messosi al servizio di Renato d'Angiò-Valois nel 1435 nella guerra per il controllo del territorio del Regno di Napoli, cambiò nuovamente partito durante l'assedio di Gaeta di quell'anno, passando dietro compenso nell'esercito di Alfonso V d'Aragona, che assediava la città.
Schieratosi con le casate dei Colonna e dei Savelli contro l'esercito pontificio, nel maggio 1436 fu sconfitto e catturato a Priverno da Giovanni Maria Vitelleschi che ne ordinò l'impiccagione.